# Pediomelum reverchonii
Pediomelum reverchonii là một loài thực vật có hoa trong họ Đậu. Loài này được (S. Watson) Rydb. miêu tả khoa học đầu tiên năm 1919.